# Otto Heinrich von Gemmingen-Hornberg

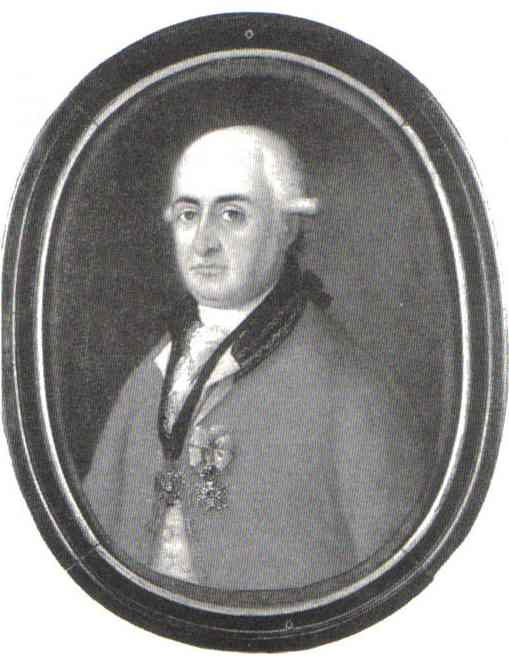
Otto Heinrich Reichsfreiherr von Gemmingen

Otto Heinrich von Gemmingen zu Hornberg (* 5. November 1755 in Heilbronn; † 3. März 1836 in Heidelberg) gehört zu dem Geschlecht der Herren von Gemmingen. Auch gehört er zu den heute unbekannten Schriftstellern der Aufklärung, war Diplomat, Freimaurer, Illuminat und Freund Mozarts.

## Leben

### Kindheit in Wetzlar
Otto Heinrich von Gemmingen wurde während eines längeren Aufenthalts seiner Eltern in der Reichsstadt Heilbronn am 5. November 1755 geboren. Sein Vater, der ebenfalls den Namen Otto Heinrich trug, war zu dieser Zeit Richter am Reichskammergericht in Wetzlar, wo Sohn Otto Heinrich bis zu seinem zehnten Lebensjahr überwiegend aufwuchs. Es ist überliefert, dass der Heinrich genannte Sohn von seinem Otto genannten Vater die schulische Ausbildung erhielt, vermutlich unterstützt durch einen Hauslehrer.

### Jugend in Heilbronn
Nachdem sein Vater den Dienst in Wetzlar 1766 quittiert hatte und 1767 wegen des Todes seines Großvaters nach Heilbronn zog, lernte Heinrich dort ein anderes Leben kennen, als er es von Wetzlar gewohnt war, das besonders von den rund 900 Personen, die sich in jener Zeit wegen des Reichskammergerichts dort aufhielten, geprägt war. In Heilbronn traf er auf eine weitgehend ungezwungene und lebensfrohe Gesinnung, in der Gesellschaften, Bälle, Wagen- und Schlittenfahrten, Feuerwerke und Konzerte das gesellschaftliche Leben der bürgerlichen Oberschicht der Stadt erhellten. Erste eigene Auftritte als Schauspieler in einer Laienspielschar sind von ihm schon in jungen Jahren überliefert. So wurden im Komödiensaal (heute Großer Saal) im Rathaus Stücke von Lessing, Schiller, Shakespeare und anderen aufgeführt, an denen er oftmals teilnahm. Sein Vater achtete aber weiter streng auf die Ausbildung seines Sohnes. Insbesondere die französische Sprache, wichtig für die Diplomatie, und die Juristerei standen auf dem Lehrplan. Aber auch Literatur und Musik gehörten dazu, wobei dem jungen Heinrich nicht nur die umfangreiche Bibliothek seines Vaters, sondern auch die städtische Bibliothek gute Möglichkeiten zum Wissenserwerb boten. Er beherrschte das Cello und das Klavier und verkehrte im Hause des damaligen Bürgermeisters Gottlob Moriz Christian von Wacks, von dessen kulturliebender Frau er maßgeblich beeinflusst wurde. Eine kurzlebige Verliebtheit in eine Heilbronner Bürgertochter verarbeitete er später in dem Schauspiel Der deutsche Hausvater, mit dem er fast über Nacht berühmt wurde.

### Erste Erfolge in Mannheim

Otto Heinrich Reichsfreiherr von Gemmingen (Scherenschnitt)

Mit 19 Jahren kam er nach Mannheim, kehrte jedoch auch weiterhin öfters nach Heilbronn zurück, um bei der dortigen Laienschauspielschar mitzumachen. In der Residenzstadt Mannheim lernte er wiederum eine andere Welt kennen. Gingen in Heilbronn die kulturellen Impulse überwiegend vom Bürgertum aus, gab es in Mannheim großen Prunk im Schloss, und der absolutistische Herrscher erlaubte seinen Untertanen gnädigst, kulturelle Veranstaltungen von den hintersten Rängen aus beizuwohnen. Dies soll bei Heinrich zu einiger Verwunderung geführt haben und brachte ihn zur Szene der Aufklärung. Er fühlte sich offenbar wohl in Mannheim und fand auch rasch Aufmerksamkeit. Nach knapp einem halben Jahr wurde er zum Kammerherrn ernannt, obwohl er nie ein Höfling sein wollte. Er las viel und besuchte die in Mannheim und Schwetzingen stattfindenden Kulturveranstaltungen, so auch die erste auf Deutsch gesungene Oper, die ihn tief bewegte. Er fasste den Entschluss, künftig seine freie Zeit zu nutzen, um sich systematisch auf eine schriftstellerische Tätigkeit vorzubereiten. Er wollte aufklären und das einfache Volk freimachen vom Nichtwissen.
Bereits 1777 wurden dem 21-Jährigen vom Kurfürsten neben den Aufgaben in der Hofkammer und im Hofgericht auch die Aufsicht über die Erziehung und Schulanstalten sowie über die deutsche Bühne (dem späteren Nationaltheater) übertragen, die zuvor Gotthold Ephraim Lessing angetragen worden war, welcher jedoch ablehnte.

### Gemmingen und Mozart freunden sich an
Mozarts zweiter Aufenthalt in Mannheim stand ab dem 30. Oktober 1777 an. Vermutlich lernten Mozart und Gemmingen sich über ihr gemeinsames Interesse an Kultur und Theater kennen und schätzen. Mozart erwähnte Gemmingen mehrfach in Briefen an seinen Vater, so zum Beispiel am 3. Dezember 1778: Ich schreibe nun dem H. v. Gemmingen, und mir selbst zu liebe den Esten Akt der Deklamirten opera: Die hätt ich schreiben sollen: /Umsonst, nehme es mit mir und mache es dann zu hause aus. Sehen Sie, so groß ist meine Begierde zu dieser Art Composition. Der H. v. Gemmingen ist der Poet, versteht sich, und das Duodrama heißt: „Semiramis“. Leider gilt das Stück Semiramis heute als verschollen. In dieser Zeit wurden Mozart und Gemmingen oft gemeinsam gesehen, beispielsweise bei der Probe der Oper Günter von Schwarzburg, auch am 6. November 1777, als Mozart dem Kurfürsten vorgestellt wurde, und am 3. Dezember, als Mozart die außerehelichen Kinder des Kurfürsten von Josepha Seyffert, der späteren Gräfin von Heydeck, unterrichtete. Obwohl erst seit 1776 Mitglied bei der Kurpfälzischen Deutschen Gesellschaft, war Gemmingen dort durch viele Vorträge positiv aufgefallen und stellte schließlich Mozart diesem Personenkreis vor, worauf sich viele Gespräche darüber entfalteten, wie man die deutsche Sprache fördern und eine Nationalbühne errichten könne.
Am 15. März 1778 trat Mozart mit seiner Mutter eine Reise nach Paris an. Zuvor musste er seine Kutsche verkaufen, um die Reise finanzieren zu können, und Gemmingen besserte Mozarts Reisekasse noch mit einigen Louis d’or auf.

### Gemmingen und das Mannheimer Nationaltheater
Das neue Mannheimer Nationaltheater war mittlerweile bespielbar, und zum 1. September 1778 wurde Wolfgang Heribert von Dalberg als Intendant gewonnen. In Anerkennung seiner Verdienste bei der Gründung des Mannheimer Nationaltheaters wurde Gemmingen gebeten, die dramaturgische Leitung zu übernehmen. Auch machte er sich einen Namen als Theaterkritiker.
Noch im selben Jahr kam Mozart, nachdem seine Mutter in Paris verstorben war, noch einmal nach Mannheim. Gemmingen lud ihn nach Schwetzingen ein, las ihm dort die begonnene Übersetzung von Rousseaus Pygmalion vor und erzählte ihm von der Absicht, auch Richard III. von Shakespeare zu übersetzen. Doch befahl ein Brief von seinem Vater Mozart am 9. Dezember nach Wien, worüber Mozart seinem Zorn freien Lauf gelassen haben soll.

### Der Erfolg mit dem „Hausvater“

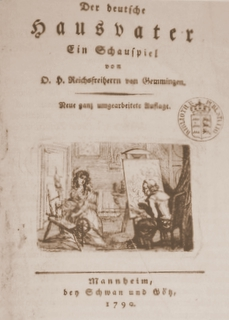
Der deutsche Hausvater

1779 hatte Gemmingen seine Jugendliebe in dem Schauspiel Der deutsche Hausvater literarisch verarbeitet und dies im Herbst in einem Vortrag vor der Kurfürstlich Deutschen Gesellschaft vorgestellt. Das Stück war sehr politisch und prangerte die Abgrenzung zwischen Adel und Bürgertum und die Praktiken gegenüber den Bauern an. Leidenschaftlich plädierte Gemmingen dafür, die Schranken zwischen den Ständen niederzureißen. Im Publikum waren nicht nur seine Freunde, sondern auch Kritiker, die seine Vorträge der zurückliegenden Jahre eher als etwas zu forsch wahrgenommen hatten. Am Ende brach großer Beifall aus; allerdings waren einige Adelige auch etwas missmutig, konnten aber den Erfolg des Stückes nicht verhindern. Der bekannte Schauspieler Friedrich Ludwig Schröder, Gemmingens späterer Freund, akzeptierte das Stück sofort für seine Bühne und führte es schon am 4. Oktober 1779 in Hamburg auf. Schon wenige Monate nach seinem Erscheinen war Der deutsche Hausvater in München, Hamburg, Berlin, Wien, Prag und weiteren Städten aufgeführt worden; das Stück gehörte in manchen Städten über Jahre zum Spielplan und wurde ins Italienische übersetzt. Friedrich Schiller las das Stück und schrieb dem Mannheimer Intendanten Dalberg am 12. Dezember 1781: Ich höre, dass ein Baron von Gemmingen der Verfasser des Hausvaters ist und wünschte, die Ehre zu haben, diesem Mann zu versichern, dass ich eben diesen Hausvater für ungemein gut erfunden halte und einen vortrefflichen Mann und sehr schönen Geist bewundert habe. Schillers Stück Kabale und Liebe soll von Gemmingens Hausvater beeinflusst worden sein, was zumindest die Kritiker jener Zeit so sahen.

### Erste Berührung mit der Freimaurerei
Man vermutet, dass Gemmingen 1779, im damals frühest möglichen Alter von 24 Jahren, der Freimaurerei beitrat, wobei aber gleich mehrere Freimaurerlogen in Mannheim, Wien, Heidelberg und Worms mit ihm in Verbindung gebracht werden. Auch wird behauptet, er habe bereits in seiner Mannheimer Zeit Mozart zur Freimaurerei gebracht, wofür es aber keine Belege zu geben scheint. Als wahrscheinlich wird angenommen, dass er 1779 Mitglied in der Mannheimer Loge Carl zur Eintracht (Lichteinbringung: 18. Januar 1756) wurde, die wiederum zur Berliner Großloge Royal York zur Freundschaft gehörte. 1782 soll er bereits den Meistergrad erreicht haben, und er wird zwischen 1782 und 1787 in Wien als einer der bedeutendsten dortigen Freimaurer genannt.

### Hochzeit

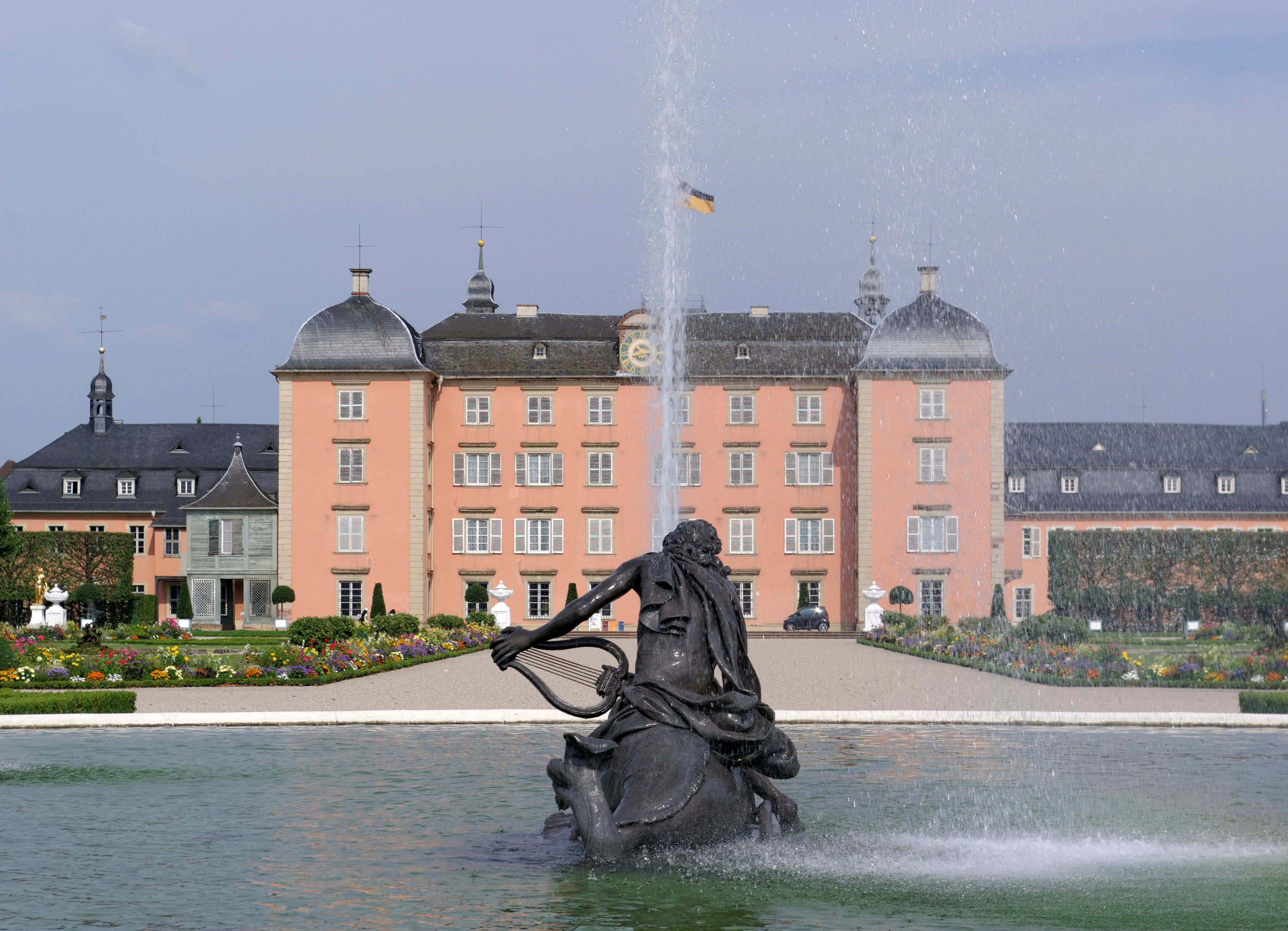
Zur Zeit seiner Verheiratung lebte Gemmingen im Schwetzinger Schloss

Da die Hofkammer, die er leitete, im Schwetzinger Schloss untergebracht war, wohnte Gemmingen aus „Sparsamkeitsgründen“, wie er seinem Vater schrieb, auch im Schloss. Er speiste an der Tafel des Kurfürsten, und im Schlosspark traf er auch oftmals die Kurfürstin mit ihren Hofdamen, zu denen die Gräfin Charlotte von Sickingen (1756–1826) gehörte. Die beiden heirateten am 8. September 1779 in Mannheim, vermutlich im Sickingenschen Palais. Wegen der Verlegung des kurfürstlichen Hofes von Mannheim nach München musste auch Gemmingen kurz nach seiner Hochzeit nach München umziehen. Seine Frau blieb jedoch als Hofdame bei der Kurfürstin, die nicht nach München folgte. In München erlebte Gemmingen dann die Erstaufführung seines Schauspiels Die Erbschaft und des Hausvaters in der Fassung B, die den bayerischen Verhältnissen angepasst worden war. 1780 kehrt er zur Geburt seines Sohnes Karl nach Mannheim zurück.

### Aufbruch nach Wien
Vermutlich weil der Kurfürst 1781 die bisher von Gemmingen geleitete Schulaufsicht wieder an die katholische Kirche übertrug – was er wohl als Rückschlag und als Einengung seiner Möglichkeiten, im Sinne der Aufklärung zu wirken, empfand – gab Gemmingen seinen mit 950 Gulden pro Monat plus Zulagen dotierten Dienst in Mannheim auf und zog nach Wien, wo er hoffte, sein Werk unter besseren Bedingungen fortsetzen zu können. In Wien fand schnell Zugang zum Haus der Gräfin von Thun. Dort verkehrten der Hochadel, Schriftsteller, Musiker und das aufstrebende Bürgertum. Auch Kaiser Joseph II. verkehrte dort regelmäßig inkognito. Friedrich Münter schrieb, dass Gemmingen: … im stillen vielen Einfluss habe durch seine Verbindungen mit Kaunitz, Swieten und der Gräfin Thun. Nach Kräften und mit Unterstützung anderer Freimaurer versuchte Gemmingen, die Reformpolitik Josephs II. durch Veröffentlichungen in den Wochenschriften Weltmann und Die wöchentlichen Wahrheiten zu unterstützen, wo er seit 1783 Schriftleiter war. Als Herausgeber des aufgeklärten Weltmann, dessen Artikel er zum Großteil selbst verfasst haben soll, benutzte er das Pseudonym O. H. Edler von Hoffenheim, nach dem Rittergut in Hoffenheim, das sein Vater 1771 erworben hatte. Jedoch schrieben hierfür viele Freimaurer, und auch einige Ideen der Illuminaten (bei denen er ebenfalls Mitglied gewesen sein soll, als Leiter einer Minervalkirche genannt wird und mit Johann Christoph Bode gut bekannt war) klangen dort an. Seine Veröffentlichungen brachten ihm in Adels- und insbesondere Kirchenkreisen nicht nur Freunde ein. Insbesondere die letzteren sahen sich angegriffen durch Texte in Wöchentliche Wahrheiten, die mit ihrer Kritik an den kirchlichen Sonntagspredigten in Wien berühmt wurde. So schrieb Gemmingen z. B.: Dabei schaffe sich der Mensch zwischen sich und Gott Mittelwesen, wobei er über diese Gott vergisst … und: Schutzpatrone, Heilige überhaupt und besonders Maria: Was sind dies anderes als Mittelwesen? … Noch ein allgemeiner Zug des Aberglaubens ist die übertriebene Verehrung des Priestertum.

### Freimaurerei in Wien

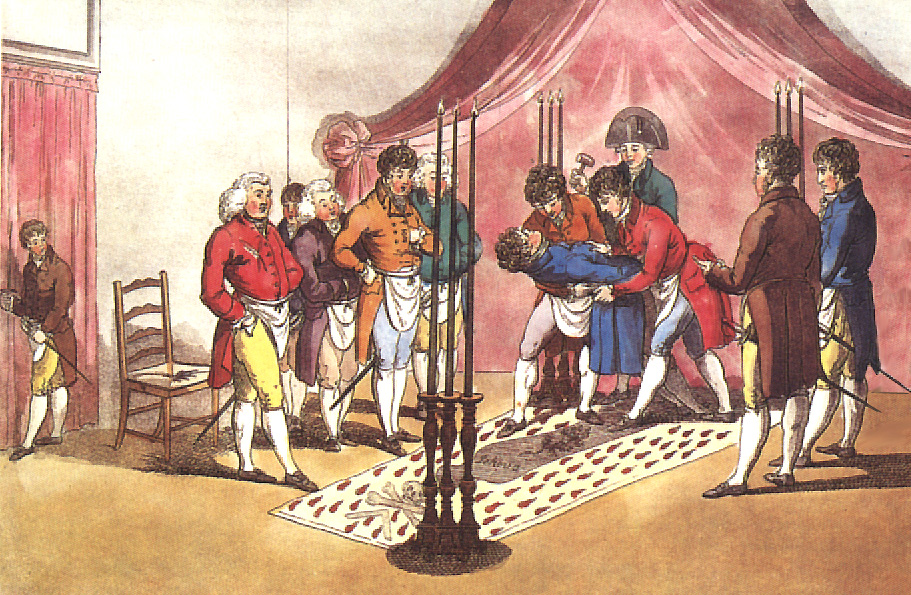
Meister-Erhebung eines Gesellen
Stich, Ende 18. Jahrhundert

In jene Zeit fiel auch ein Richtungskampf innerhalb der Freimaurer, der ausgelöst wurde durch die neue Lehrart der Strikten Observanz und der damit verbundenen Einführung der Hochgrade, gegen die er sich wegen ihrer okkult-mystischen Orientierung richtete. Unter anderem führte dies zu seiner Absicht, eine neue Loge gründen zu wollen, deren Ziele mit Rückbesinnung auf alte Pflichten und Begrenzung auf die Grade Lehrling, Geselle und Meister sowie Aufklärung, Kampf dem Aberglauben, Unterstützung der kaiserlichen Reformen in Schrift und Tat, Wohltätigkeit und Toleranz etc. umschrieben werden können. So wurde die Loge Zur Wohltätigkeit im Orient Wien gegründet und mittels Brief vom 14. Februar 1783 bei der Loge Zur wahren Eintracht bekannt gegeben. Die neue Loge, in der er selbst Meister vom Stuhl war, wurde von der Loge Zur Wahren Eintracht erheblich gefördert. Nach kurzer Zeit wurde er Sekretär der Distriktsloge Wien mit dem Auftrag, deren Statuten auszuarbeiten. Unter diesen Statuten wurde dann am 22. April 1784 die Große Landesloge von Österreich unter Leitung von Graf Dietrichstein gegründet. Dies gilt als ein großer Erfolg für von Gemmingen, soll er doch damit die Freimaurerei in Wien auf dem Gipfel ihres Erfolges (mit)geführt haben. Ende 1784 hatte die Loge Zur Wohltätigkeit rund 40 Mitglieder, als Glanzpunkt gilt die Aufnahme des Gemmingen-Freundes Wolfgang Amadeus Mozart. Er war immer wieder beeindruckt von den Gesprächen im Hause der Gräfin Thun zum Thema Aufklärung und der Unterstützung der Freimaurer für den reformfreudigen Kaiser Joseph II. Als er eines Tages vertraulich Kenntnis erhielt, dass auch sein Freund von Gemmingen Mitglied des damals geheimen Bundes war, vertraute er sich ihm an. Nachdem von Gemmingen einige Bedenken ausräumen konnte, trat Mozart dann zum 14. Dezember 1784 in die Loge zur Wohltätigkeit ein.

### Rückschläge

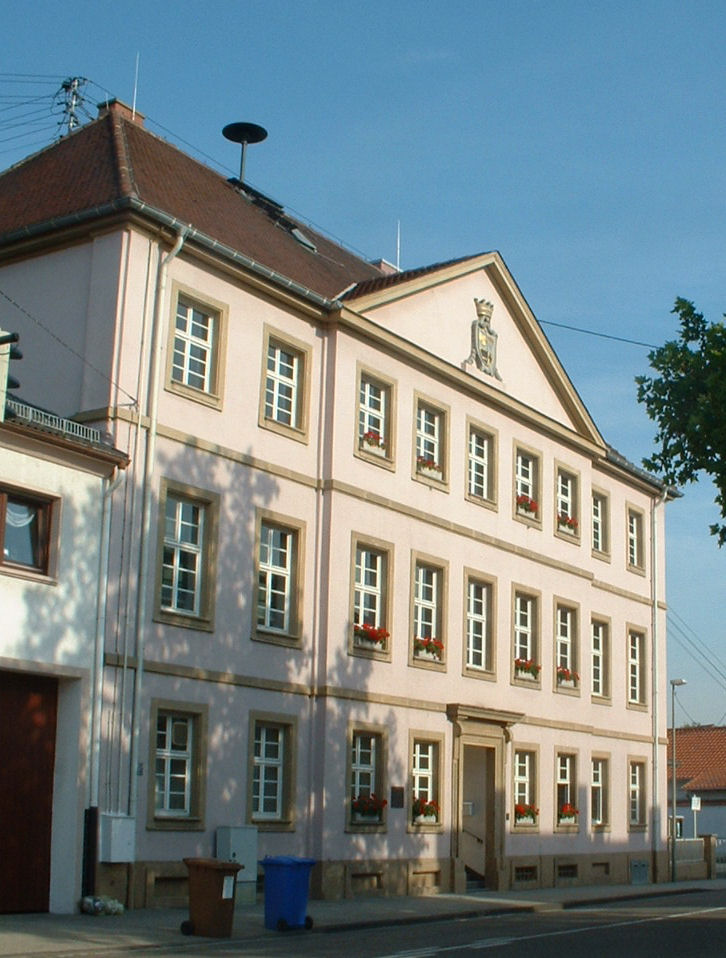
Maudacher Schloss

Nachdem er auf höheren Befehl 1783 zum Schriftleiter der Wöchentlichen Wahrheiten ernannt wurde und ungefähr zeitgleich der in Sachen Kirchenpolitik noch etwas deutlichere Der Weltmann wohl auch auf Wunsch von oben eingestellt wurde, kam es zu unschönen Vorwürfen von Leopold Alois Hoffmann, dem Gründer und vor Gemmingen Herausgeber des Wochenblattes Die Wöchentlichen Wahrheiten sowie anderer im Verlag von Schönfeld erscheinender Zeitschriften. Er warf Gemmingen vor, Honorar an ihn nicht bezahlt und Versprechen, für Hoffmanns Glück zu sorgen, nicht gehalten zu haben. Tatsächlich hatte Gemmingen dafür gesorgt, dass Hoffmann einen Dispens erhielt, damit der noch nicht 24-Jährige der Loge zur Wohltätigkeit beitreten konnte. Auch war Hoffmann als sein Sekretär tätig und Gemmingen besorgte ihm über seinen Freund von Swieten eine Anstellung als Professor an der Universität Pest. Später wurde Hoffmann bekannt als Wortführer im literarischen Kampf gegen die Freimaurer. Es mag aber sein, dass Gemmingen, nachdem die Wahrheiten am 10. Juni 1784 eingestellt worden waren, sich seinen Sekretär nicht mehr leisten konnte und Hoffmann sich hierüber mit Gemmingen überwarf.
Spätestens seit 1783 soll er mit dem Gedanken gespielt haben, ergänzend zu dem an Adelige gerichteten Weltmann eine Wochenschrift für das aufgeklärte Bürgertum herauszubringen. Dies geschah 1784 mit dem Magazin für Wissenschaften und Literatur, das aber spätestens 1785 wieder eingestellt wurde, weil das Niveau für das Bürgertum zu hoch angesetzt gewesen sei. 1784 soll er sich aus finanziellen Gründen vergeblich um eine Anstellung am Wiener Hof bemüht haben. Kurz danach, am 22. August 1784, wurde er unter polizeiliche Überwachung gestellt, was mit bisher ungewohnter Zensur einherging. Dann unternahm noch einmal einen Versuch mit der Herausgabe der Wiener Ephemeriden, die einen volkstümlichen Charakter bekamen, von dem er sich mehr Zuspruch erhoffte. Diese sollen bis 1787 erschienen sein. 1787 reiste er, plötzlich und unter nicht geklärten Umständen, aus Wien ab. Es hieß: … Feinde hatte er hier. Gewisse Sachen in seinem häuslichen Umfeld haben dazu Anlass gegeben. Was genau damit gemeint war, ist nicht bekannt, jedoch dürfen finanzielle Probleme sicher angenommen werden. Zumindest mitverursacht sollen die finanziellen Probleme durch den Schuldenberg seines Schwagers Franz von Sickingen gewesen sein. Seine Frau hatte zu ihrem als leichtsinnig beschriebenen Bruder stets ein inniges Verhältnis.
Nach dem Tod seines Vaters am 3. Februar 1790 lebte Gemmingen mit seiner Familie kurze Zeit auf seinem Gut Hoffenheim. Dort erließ er am 26. März 1790 folgende Verordnung:

„Der örtliche Gemeinderat soll jeden Sonntagabend nach der Abendkirche zusammenkommen, um über die Einnahmen und Ausgaben der Woche zu beraten. Die Einnahmen kommen in einen Kasten mit zwei Schlüsseln, nur einen kleinen Betrag darf der Bürgermeister für die Woche zur freien Verfügung in Händen haben.“

„Bei diesen Zusammenkünften ist auch über die in der Woche nötigen Fronarbeit zu beschließen. Bei den Fronen sollen vier Rottenmeister und die zwei Bürgermeister die Aufsicht führen. Beim ersten Glockenzeichen haben sich die Fronpflichtigen beim Rottenmeister einzufinden. Dieser verliest die Namen, wer fehlt, zahlt ohne jede Nachsicht einen halben Taglohn, der der Rotte zugute kommt. Beim zweiten Glockenzeichen geht alles an die Arbeit. Für die Fronpflicht gilt der Vertrag von 1618.“

„Jede Woche ist am Montag ein Gerichtstag zu halten, wobei der Amtsschultheiß und eine Gerichtsperson kleine Frevel verhandeln. Die Feldfrevel haben der Schultheiß und die zwei Bürgermeister zu  behandeln. Für einen Bescheid vom Gerichtstag sind 30 Kronen zu entrichten. Klagen dürfen nicht in die Länge gezogen und müssen nach Möglichkeit in einer Sitzung erledigt werden. Es ist darauf zu achten, dass ein Gut nicht veräussert wird, solange eine Hypothek darauf lastet. Bei Heiraten ist das von beiden Partnern eingebrachte Gut genau zu verzeichnen. Bei Versteigerungen darf während derselben kein Wein verabreicht werden. Erst nach ihr konnte zur Ergötzlichkeit der Kaufliebhaber etwas Wein gereicht werden. Diese Verfügung erwies sich als nötig, weil die Steigerer oft völlig betrunken ihre Gebote ganz unverantwortlich abgaben.“

„Von dem herkömmlichen Weinkauf, der vom Gulden 1 Kreuzer beträgt, darf 1/3 von den  Käufern verzehrt werden, 2/3 fielen in die Gemeindekasse. Wer sich ohne Genehmigung im Ort aufhält, ist rücksichtslos auszuweisen. Tageslöhner aber dürfen bleiben. Jeder von der Herrschaft aufgenommene Beisaß muß monatlich 12 Kreuzer an den Almosen zahlen. Aus diesem Geld sind alte, arme Kranke und Beisaßen zu unterstützen. Auf Lichtmeß muß die Herrschaft ein Ruhrgericht abhalten. Dabei sind etwaige Stellen zu besetzen, die Rechnungen abzuhören und zu rechtfertigen.“

„Für das Aufspielen im Wirtshaus zahlt der Musikant für 24 Stunden eine Taxe von 15 Kreuzer. Bei Hochzeiten wird diese Gebühr aus Mildigkeit erlassen. Es darf nur ein Wanderspengler ins Dorf kommen, dieser muß Pachtgeld an die Gemeinde zahlen. Dadurch soll Gesindel ferngehalten werden. Wenn fremde Zimmerleute hier arbeiten, müssen sie den 10. Pfennig an ihre Kollegen im Ort abgeben.“

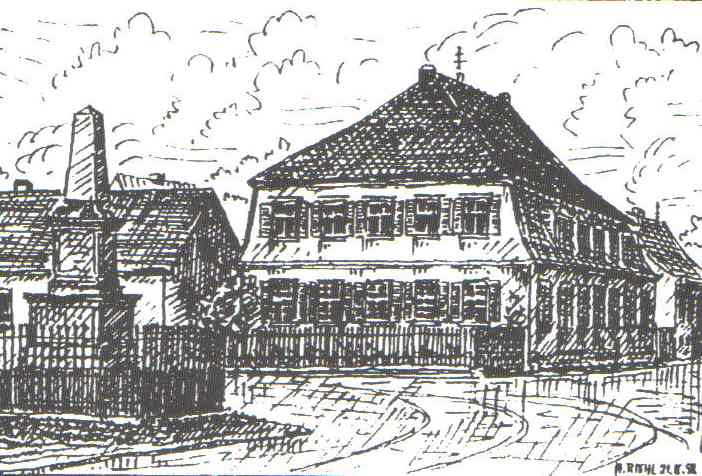
Schloss Hoffenheim

Im selben Jahr noch verkaufte er Schloss Hoffenheim an seinen minderjährigen Bruder Sigmund gegen 40.000 Gulden. Am 11. Mai 1791 kaufte er Schloss und Gut Maudach für 36.000 Gulden und zog mit seiner Familie ein. Von Maudach konnte er in einer Stunde Mannheim, Heidelberg, Schwetzingen oder Speyer erreichen, was ein Grund für die Wahl gewesen sein kann, zumal er in der Folgezeit oft in Mannheim war. Kurz danach wurde Schloss Maudach durch französische Revolutionstruppen schwer beschädigt, wodurch er auch einen Teil seiner Bibliothek verlor. Um 1795 tauschte er mit seinem Schwager Franz von Sickingen Schloss Maudach gegen Schloss Mühlbach bei Karlstadt am Main und zog mit seiner Familie dort ein.

### Diplomatische Glanzzeit in Wien
1799 übernahm er vom Badischen Hof einen Sonderauftrag in Wien. In Wien wurde er zunächst kühl empfangen, weil irgendwelche Vorkommnisse aus seiner ersten Wiener Zeit noch nicht vergessen waren. Jedoch fand sein diplomatisches Geschick bald Anerkennung am Kaiserhof. Der badische Markgraf war mit von Gemmingen mehr als zufrieden und ernannt ihn zum außerordentlichen Gesandten und bevollmächtigten Minister am Wiener Kaiserhof. Er erhielt jährliche Bezüge in Höhe von 22.000 Gulden. Mit dem Sieg Napoleons in der Kaiserschlacht von Austerlitz wurde Baden als Dank für die Hilfeleistungen zum Großherzogtum Baden mit bedeutendem Gebietszuwachs, an dessen Zustandekommen von Gemmingen „keinen geringen Anteil“ nahm.

### Letzter Lebensabschnitt
Ab 1806 war er mit seiner Familie wieder zurück in Schloss Mühlbach. In dieser Zeit hatte er sehr hohe Schulden, vermutlich weil er seinem Schwager erhebliche Geldbeträge lieh und überzogene finanzielle Zusicherungen machte, die ihn in den Strudel der Finanzprobleme seines Schwagers zogen. Daraufhin versuchte er durch verschärfte Verpflichtung der Bauern auf seinem Gut zu Frondiensten, seine Einkünfte zu erhöhen. In Hoffenheim kam es wiederholt zu Problemen. Einmal musste Militär gegen die Bauern eingesetzt werden. Die Probleme ließen ihn wohl seinen früheren Einsatz für die ungerecht behandelten Bauern vergessen. 1817 musste er wegen Pfändungen Schloss Mühlbach verlassen, zog kurz nach Hoffenheim und dann nach Heidelberg, wo er 1819 seine Zahlungsunfähigkeit erklären musste und die Gant eröffnet wurde. Er hatte Schulden in Höhe von über 200.000 Gulden und seine frühere Arbeitsstelle, das Hofgericht in Mannheim, musste nun in dieser Sache tätig werden. 1826 starb seine Frau in Heidelberg und am 15. März 1836 erlag er, völlig verarmt, einer Krankheit. Als einziger Besitz blieb ihm bis zuletzt eine kleine Bibliothek. Die letzten Jahre seines Lebens geriet der einst geschätzte und bekannte Aufklärer, Schriftsteller, und Diplomat immer mehr in Vergessenheit, was sich bis heute nicht änderte.
Cäsar Flaischlen schrieb 1889 im Rahmen seiner Dissertation eine Biografie über Otto Heinrich von Gemmingen.

## Nachkommen
Er war ab 1779 verheiratet mit Maria Karoline Charlotte Gräfin von Sickingen (1756–1826).
Nachkommen:
- Karl Theodor Joseph (1780–1849) ⚭ Anna Wehr († 1846), blieb ohne Nachkommen, der Besitz in Hoffenheim fiel danach an den Treschklinger Ast der Familie
- Elisabetha († 1857), 67 Jahre alt
- Johanna († 1823) ⚭ Andreas Freiherr von Recum
- Reinhard (1792–1812), würzburgischer Oberleutnant, starb in der belagerten Festung Modlin
- Marie Antonie († 1835), 38 Jahre alt
- Auguste († 1857), 67 Jahre alt, blieb ledig und pflegte den Vater im Alter
- Therese, lebte beim Vater

## Werke
- Ein erster Versuch sei Sidney und Silly gewesen, allerdings ist seine Urheberschaft nicht gesichert.
- 1778 Übersetzung des Pygmalion von J.J. Rousseau
- 1778 Übersetzung Richard III. von Shakespeare
- 1778 Gemeinsam mit Mozart das Duodrama Semiramis, heute verschollen
- 1778/79 Mannheimer Dramaturgie, Theaterjournal (Sturm und Drang) mit Theaterkritik und theatertheoretischen Beiträgen
- 1779 Die Erbschaft, Schauspiel
- 1779 Der deutsche Hausvater, Schauspiel (Digitalisat)
- 1780 gesammeltes Werk der Mannheimer Dramaturgie
- 1781 Übersetzung Allegro und Penseroso von J. Milton
- 1782 bringt Gemmingen die Wochenzeitschrift Der Weltmann heraus
- 1782 Richard II, ein Trauerspiel für die Deutsche Schaubühne
- 1782 Weltmann, Wochenzeitschrift, Wien, Herausgeber
- 1782 Die wöchentlichen Wahrheiten, Wochenzeitschrift, Wien ab 1783 Schriftleiter
- 1784 Magazin für Wissenschaft und Kultur, Wien
- 1785 Wiener Ephemeriden